# Шеррер, Жан-Клод
Жан-Клод Шеррер (фр. Jean-Claude Scherrer; родился 20 июля 1978 года в Уцнахе, Швейцария) — швейцарский теннисист.

## Общая информация
Отец — Вилли; мать — Хелен; есть сестра — Надин. Начал играть в теннис в три года.

## Спортивная карьера
Профессиональную карьеру начал в 1998 году. В соревнованиях одиночного разряда максимум поднимался на 220-ю строчку в рейтинге. В соревнованиях парного разряда дважды за карьеру сумел выйти в финал турниров ATP. В 2006 году вместе с Марко Кьюдинелли в Гштаде и в 2009 году с Станисласом Вавринкой в Ченнае. Максимальная строчка в парном рейтинге за карьеру 72-е место. В 2009 году завершил профессиональную карьеру.

## Рейтинг на конец года
| Год  | Одиночный рейтинг | Парный рейтинг |
| 2009 |                   | 207            |
| 2008 | 771               | 91             |
| 2007 | 879               | 115            |
| 2006 | 337               | 125            |
| 2005 | 375               | 105            |
| 2004 | 315               | 155            |
| 2003 | 274               | 383            |
| 2002 | 627               | 614            |
| 2001 | 498               | 342            |
| 2000 | 520               | 387            |
| 1999 | 579               | 526            |
| 1998 | 918               | 973            |

## Выступления на турнирах

### Финалы турнировATPв парном разряде (2)

#### Поражения (2)
| Легенда                        |
| ------------------------------ |
| Турниры Большого шлема         |
| Итоговый турнир ATP            |
| ATP Мастерс / ATP Мастерс 1000 |
| АТР Gold / АТР 500             |
| АТР International/ АТР 250     |

| №  | Дата           | Турнир           | Покрытие | Партнёр            | Соперники в финале      | Счёт в финале |
| -- | -------------- | ---------------- | -------- | ------------------ | ----------------------- | ------------- |
| 1. | 16 июля 2006   | Гштад, Швейцария | Грунт    | Марко Кьюдинелли   | Иржи Новак Андрей Павел | 3-6 1-6       |
| 2. | 11 января 2009 | Ченнаи, Индия    | Хард     | Станислас Вавринка | Эрик Буторак Раджив Рам | 3-6 4-6       |